# Distrito de Cayaltí
El distrito de Cayaltí es uno de los veinte que conforman la provincia de Chiclayo ubicada en el departamento de Lambayeque en el Norte del Perú. Se destaca por ser uno de los principales centros de producción de azúcar del país y por sus desfiles de caballo de paso. 
Limita por el Norte con el distrito de Pomalca, por el Sur con el distrito de Pacanga (Chepén, La Libertad), por el Este con el distrito de Oyotún y en el este con el distrito de Zaña.

## Historia
Durante la época anterior al Imperio Incaico, estuvo habitada por la cultura Chavín, después por las grandes culturas: mochica y chimú. De los restos arqueológicos que se han hallado en las faldas del cerro Corvacho se puede precisar que los primeros grupos humanos que poblaron esta zona fueron los errantes y misteriosos chavín. El reconocido arqueólogo Walter Alva, descubrió un "geoglifo chavinoide" que representa una figura gigante en la ladera denominada Pampa de Caña-Cruz en el anexo de La Compuerta. En sus crónicas el Inca Garcilaso de la Vega dice que: "cuando Huayna Cápac, padre del infortunado Atahualpa conquistó Quito, sometió a su paso los valles de Pacasmayo, Zaña, Lambayeque, Motupe, Sullana, Tumbes, también asegura que sometió a sus dominios al gran Collique, al cual pertenecía Cayaltí y Cinto (hoy Chiclayo). 
Evidencias documentales obtenidas a partir del siglo XVI (después de la conquista española) demuestran que Cayaltí fue antaño una próspera hacienda, que ya es mencionada en documentos del sigo XVIII en el Virreinato del Perú, junto con las haciendas de Picsi, Pátapo, Luya, Pomalca y Úcupe, así como el antiguo ingenio azucarero de Collique.
El distrito fue creado mediante Ley n.º 26921 del 29 de enero de 1998, separándose del distrito de Zaña, en el segundo gobierno del presidente Alberto Fujimori.

## Geografía
Abarca una superficie de 164.4 km².

## Demografía

### Centros poblados

#### Urbanos
- Cayaltí (12 688 hab.)[2]
- La Aviación-Santa Sofía (781 hab.)

#### Rurales
- Cojal (563 hab.)
- La Curva (222 hab.)
- Guayaquil (186 hab.)
- Popan Alto (159 hab.)
- El Cafetal (147 hab.)
- Chacarilla (131 hab.)
- Santa Rosa Alta (118 hab.)
- Corral de Palos (113 hab.)
- Nueva Esperanza (103 hab.)

#### Caseríos
- El Sauce (85 hab.)

## Autoridades

### Municipales
- 2023-2026: ING Carlos Alonso Rodríguez Ordóñez Partido Democrático Somos Perú.

Regidores: 
Teniente Regidora:Sr: María Isabel Huacal Fernández.(Somos Perú).
Regidor: Sr: Julio Blas Salas Huayhua. (Somos Perú).
Regidor: Sr: Allison Roxana Peralta Ramos. (Somos Perú).
Regidor: Sr: Julio César Rojas Bustamante.(Somos Perú).
Regidor: Sr: Fernando Javier González Cóndor. (Alianza para el progreso).
- 2019-2022[3]
  - Alcalde: Jose Silverio Chamaya Alva (QPD+) Podemos Perú (PP)
  - 2021-2022 Alcalde(E):Sr Oswaldo Angel Paz Chávez, Podemos Perú (PP).
  - Regidores:Regidora Econ: Mirtha Evelyn Ortiz Rojas (PP), Regidor Sr: Eusebio Salvador Esquen Ruiz (PP), Prof: Próspero Cruzado Saucedo (PP),Sr: Diana Vergara (PP) Tecn Robert Jaime Vasquez Cabrera (PPC).
- 2015-2018[4]
  - Alcalde: Juan Tafur Escobar, Partido Aprista Peruano (PAP).
  - Regidores: Orlando Ganoza Guerrero (PAP), Dionila Feliciana Peralta Rodas (PAP), Sunilda Guevara Cueva (PAP), Víctor Armando Valdiviezo Rojas (PAP), Dennis Vásquez Zamora (APP).
- 2013 - 2014[5]
  - Alcalde: Juan Tafur Escobar, del Movimiento Mayoría Autónoma Cayaltí al Desarrollo (MACAD)[6]
  - Regidores: Patricia Verónica Guevara Cueva (MACAD), Dennis Vásquez Zamora (APP), Gerardo Félix Ortiz Sánchez (PPC), María Nélida Becerra Pérez (PPC), Natalia Muro Marchena (PPC).
- 2011-2013
  - Alcalde: Harles Esquives Pizarro, del Movimiento Mayoría Autónoma Cayaltí al Desarrollo (MACAD).
  - Regidores: Daniel Alfonzo Ramos Mendoza (MACAD), Karim Bebelu Neciosup Paredes (MACAD), Juan Tafur Escobar (MACAD), Juan De Dios Medina Izquierdo (MACAD), Ramón Hernán Ramírez Calderón (PPC).
- 2007 - 2010
  - Alcalde: Carlos Alberto Arvañil Saldaña.

### Policiales
- Comisaría 
  - Comisarioː Mayor PNP Francisco Santillán Zuta.[7]

### Religiosas
- Diócesis de Chiclayo[8]
  - Obispo de Chiclayo: Mons. Robert Francis Prevost, OSA[9]
- ̈Parroquia Cristo Rey
  - ̈Párrocoː Pbro. José Zapata Carrasco

## Festividades Religiosas
29 de junio....San Pedro Patrón de Cayalti
23 de noviembre...Cristo Rey